# Sabaneta de Palmas
Sabaneta de Palmas es una población costera ubicada en el occidente venezolano, Es la capital de la parroquia San José del municipio Miranda en el estado Zulia.

## Ubicación
Se encuentra entre Punta de palmas al oeste, Los Jobitos al este, El Tablazo al sur y la Bahía del Tablazo (Lago de Maracaibo) al norte.

## Zona residencial
Es la capital y población más importante de la Parroquia San José y de la Bahía del Tablazo, está compuesto por varias calles paralelas de la línea de costa y cuenta con farmacia, ambulatorio, Módulos de Barrios Adntro iglesias católicas y CRISTIANAS EVANGELICAS y caseta policial. La población de Sabaneta se dedica a la pesca artesanal y al turismo en sus playas bajo cocoteros, arenas blancas, de oleaje tranquilo y baja profundidad. Teniendo una pequeña bahía, sus playas están más protegidas del oleaje que Los Jobito, El Ancón y Punta Vigía. Desde la orilla son visibles las islas Toas, Zapara y Tortuga.

## Economía
La pesca y el comercio fueron desde hace siglos la principal fuente de ingresos del pueblo, conectado por vía lacustre con las islas del lago y con Maracaibo. Actualmente recibe ingresos adicionales del turismo.

## Vialidad
Sus vías principales son la carretera Punta Vigía - Ancón de Iturre y la que viene directamente de los Puertos.